# The Best Of: The Gangsta/The Killa/The Dope Dealer
The Best Of: The Gangsta/The Killa/The Dope Dealer je kompilacija hip hop sastava Westside Connection koja je objavljena pod diskografskom kućom Priority Records, 4. prosinca 2007. godine. Album je objavljen u formatu CD-a i digitalnog downloada.

## Popis pjesama
| Br. | Skladba                                      | Producent               | Trajanje |
| --- | -------------------------------------------- | ----------------------- | -------- |
| 1.  | »Potential Victims«                          | Young Tre               |          |
| 2.  | »The Gangsta, the Killa and the Dope Dealer« | Bud'da                  |          |
| 3.  | »Bow Down«                                   | Bud'da                  |          |
| 4.  | »Cheddar«                                    | Mo-Suave-A              |          |
| 5.  | »Gangsta Nation«                             | Fredwreck               |          |
| 6.  | »Lights Out«                                 | Damizza                 |          |
| 7.  | »Connected For Life«                         | Mannie Fresh            |          |
| 8.  | »Gangstas Make the World Go Round«           | Ice Cube, Cedric Samson |          |
| 9.  | »West Up!«                                   | Crazy Toones            |          |
| 10. | »Let It Reign«                               | Crazy Toones            |          |
| 11. | »Hoo Bangin' (WSCG Style)«                   | Ice Cube                |          |
| 12. | »Walk«                                       | Battlecat               |          |
| 13. | »So Many Rappers in Love«                    | Pockets, Rashad Coes    |          |
| 14. | »Bangin'«                                    | K-Lou                   |          |
| 15. | »Nobody«                                     | Timbaland               |          |
| 16. | »All the Critics In New York«                | Binky, Ice Cube         |          |
| 17. | »Westside Slaughterhouse«                    | Madness 4 Real          |          |
| 18. | »Terrorist Threats«                          | Big Tank                |          |

## Nadnevci objavljivanja
| Država                     | Nadnevak          | Format                 | Diskografska kuća | Izvor |
| -------------------------- | ----------------- | ---------------------- | ----------------- | ----- |
| Sjedinjene Američke Države | 4. prosinca 2007. | CD, digitalni download | Priority Records  | [ 2 ] |

## Vanjske poveznice
- The Best Of: The Gangsta/The Killa/The Dope Dealer na Discogsu